# 安托尼夫卡 (別廖茲諾區)
50°58′49″N 26°34′12″E / 50.98028°N 26.57000°E
安托尼夫卡（烏克蘭語：Антонівка），是烏克蘭西北部的村莊，隸屬里夫內州的里夫內區。該村始建於1890年，面積0.74平方公里，海拔高度180米，2001年人口340，人口密度每平方公里459.5人。